# Lukáš Strnad
Lukáš Strnad (* 14. června 2004 Praha) je český lední hokejista hrající na pozici útočníka, konkrétně pravého křídla.

## Život
S hokejem začínal ve svém rodném městě, v letňanském klubu. Během léta 2018 přestoupil z výběru do šestnácti let v letňanském klubu do stejné věkové kategorie v pražské Kobře. Během ročníku 2019/2020 hrál za Kobru ve výběru do sedmnácti let, nicméně na jedno utkání vypomáhal družstvu do sedmnácti let z Letňan. Před další sezónou přestoupil do výběru de sedmnácti let v pražské Slavii. Následující ročník (2021/2022) hrál již za výběr Slavie do dvaceti let a ve čtyřech utkáních reprezentoval Českou republiku v týmu hráčů do osmnácti let.
Prvně mezi muži se objevil ve Slavii v sezóně 2022/2023. Během ní rovněž vsítil první branku mezi muži, když 8. října 2022 v zápase se Šumperkem (5:0) vstřelil v 51. minutě poslední gól zápasu.